# 예브도키야 로푸히나
예브도키야 표도로브나 로푸히나(러시아어: Евдоки́я Фёдоровна Лопухина, 1669년 8월 9일(율리우스력 7월 30일) ~ 1731년 9월 7일(율리우스력 8월 27일))는 러시아 제국의 귀족이자 표트르 1세 황제의 첫 아내이다.

## 생애
예브도키야 로푸히나는 1669년에 러시아의 귀족인 표도르 아브라모비치 로푸힌과 우스티니야 보그다노브나 르티셰바의 딸로 태어났다. 17세기 러시아의 황후들과 마찬가지로 예브도키야는 유력 귀족 가문에는 속하지 않았다. 예브도키야는 표트르 1세의 어머니인 나탈리야 나리시키나에 의해 표트르 1세의 아내로 결정되었다.
예브도키야는 1689년에 러시아 제국의 황후가 된 이후에 표트르 1세 황제와의 사이에서 3명의 아들(알렉세이(1690년 ~ 1718년), 알렉산드르(1691년 ~ 1692년), 파벨(1693년))을 출산했으나 알렉세이 페트로비치 황태자를 제외한 2명의 아들은 일찍 사망했다. 그러던 중에 표트르 1세는 네덜란드 출신의 애첩인 안나 몬스에게 반했고 예브도키야는 남편의 짝사랑에 대한 원망이 담긴 편지를 전달하게 된다.
표트르 1세는 1696년에 서유럽을 여행하던 도중에 나리시킨 가문의 친족들에게 예브도키야를 수도원에 들어가도록 설득해달라고 부탁했다. 예브도키야는 처음에 이 설득을 물리쳤지만 1698년에 수즈달에 위치한 수도원에 들어가야만 했다. 수도원장은 예브도키야는 평신도 여성처럼 살 수 있도록 인정했다. 예브도키야는 스테판 그레보프라는 관리와 연인 관계가 되었지만 그레보프는 나중에 신체관통형에 처해지게 된다.
예브도키야와 알렉세이는 점차 고위 성직자를 비롯한 표트르 1세의 개혁에 반대하는 보수파의 중심 존재가 되어 갔다. 반대파 지도자 가운데 한 사람이었던 드미트리 로스톱스키 주교는 예브도키야를 "우리의 위대한 통치자"라고 부르면서 예브도키야가 곧 황후로 복귀할 것이라고 예언했다. 예브도키야와 알렉세이를 비롯한 보수파는 1718년에 표트르 1세 황제에 의해 숙청되었다. 알렉세이는 고문을 받다 사망했고 예브도키야를 지지하던 주교 전원이 처형되었다. 예브도키야는 스타라야라도가에 위치한 수도원으로 추방되었다.
표트르 1세가 사망한 이후에 그의 2번째 황후였던 예카테리나 1세가 황제로 즉위하면서 예브도키야는 비밀리에 상트페테르부르크 인근에 위치한 실리셀부르크 요새에 수감되었다. 1727년에 예브도키야의 손자인 표트르 2세가 즉위하면서 예브도키야는 석방되어 모스크바로 돌아왔다. 예브도키야는 1731년에 노보데비치 수녀원에서 사망할 때까지 자신의 궁정을 소유할 수 있도록 허락받았다.